# Christian Ferras
Christian Ferras (Le Touquet-Paris-Plage, 17 giugno 1933 – Parigi, 14 settembre 1982) è stato un violinista francese.

## Biografia
Christian Ferras nacque a Le Touquet nel 1933. Il padre Robert, che aveva studiato violino con Marcel Chailley, diede al piccolo Christian le sue prime lezioni di violino. Il ragazzo dimostrò grande talento, compiendo progressi molto rapidi. Nel 1941 entrò nel Conservatorio di Nizza come allievo di Charles Bistesi. Nell’anno successivo si esibì per la prima volta in pubblico e nel 1943 ottenne il 1er Prix d'Excellence de violon. 
Nel 1944, undicenne, si trasferì al Conservatorio di Parigi, proseguendo i suoi studi di violino con René Benedetti e di musica da camera con Joseph Calvet. Nel 1946 vinse il Premier Prix in entrambe le discipline e iniziò la sua carriera ad appena 13 anni suonando la Sinfonia spagnola di Lalo con la Orchestra Concerts Pasdeloup diretta da Albert Wolff e, successivamente, con Paul Paray. Proseguì gli studi con Boris Kamenski e, nel 1947, fece un incontro decisivo con George Enescu, il quale svolse da quel momento il ruolo di guida per il giovane virtuoso.
Ferras rivolse presto un grande interesse verso la musica contemporanea. Nel 1946, tredicenne, tenne la prima esecuzione inglese del Concerto per violino di Federico Elizalde, con la direzione di Gaston Poulet (alla presenza del compositore) e l'anno successivo fece la prima registrazione discografica del brano, per la Decca. 
Nel 1948 Ferras vinse la Scheveningen International Competition. Il 16 novembre 1948 effettuò la première della Sonata per violino solo di Arthur Honegger alla Salle Gaveau di Parigi. Nel 1949 Ferras vinse il secondo premio (primo premio non assegnato) al Concours International Marguerite-Long-Jacques-Thibaud di Parigi. Fu lì che Ferras incontrò il pianista Pierre Barbizet (1922-1990), con il quale formò un duo fra i più famosi nella musica da camera. Nel 1950, insieme a Jean-Pierre Rampal e George Enescu, registrò varie opere di J. S. Bach. La carriera di Ferras fece un gran passo in avanti nel 1951 quando fu invitato da Karl Böhm a suonare il Concerto di Beethoven con i Wiener Philharmoniker. Seguirono altri impegni internazionali con direttori come Herbert von Karajan, Charles Münch, Ernest Ansermet. Successivamente tenne una serie di concerti in Giappone e Sud America.
Nel 1952 Ferras prese parte con Pierre Barbizet alla prima esecuzione della Sonata n.1 per violino e pianoforte di Claude Pascal (1921-2017) e del Doppio Concerto di Ivan Semenoff (1917-1972). Nel 1954 registrò con Carl Schuricht il Concerto di Brahms. Il 1959 fu un anno di particolare intensità concertistica: protagonista di una lunga tournée negli Stati Uniti, Ferras debuttò col Concerto di Brahms sotto la direzione di Charles Münch; registrò il Concerto per due violini di Bach con Yehudi Menuhin; suonò al Festival de Prades con Pablo Casals e Wilhelm Kempff; eseguì la première del Concerto Hongrois di Gyula Bando (1903-1989).
Nel 1965 intraprese un tour attraverso l’Africa del Sud col pianista Jean-Claude Ambrosini. 
Ferras fece molte registrazioni, inizialmente per la Decca, poi per la EMI, tra cui le Sonate di Beethoven con Pierre Barbizet; il Concerto da camera e il Concerto per violino di Berg.
Il massimo della fama proseguì con la Deutsche Grammophon (1964-78), quando registro i concerti di Brahms, Sibelius, Caikovskij, Beethoven e Bach con Herbert von Karajan e i Berliner Philharmoniker. Sempre per l’etichetta tedesca registrò le sonate di Brahms, Schumann, Franck e Lekeu con Barbizet.
Nel 1966 acquistò lo Stradivari ‘Milanollo’ del 1728, strumento un tempo suonato da Viotti, Paganini e Teresa Milanollo.
Alla fine degli anni Sessanta cominciarono a manifestarsi i primi problemi di depressione e di dipendenza dall’alcool ed dovette disdire numerosi concerti. Nel 1975 accettò la cattedra di violino presso il Conservatorio di Parigi, diradando per i sette anni successivi la regolare attività concertistica. Ferras tornò sul palcoscenico di Parigi il 9 marzo 1982 col giovane pianista canadese Alain Lefèvre, e il 6 maggio con Barbizet. Il 25 agosto 1982 suonò il suo ultimo concerto a Vichy. Afflitto da una grave forma di depressione si suicidò a Parigi il 14 settembre 1982 all’età di 49 anni.